# Alina Basset
Alina Basset (auch Aliva Basset oder Alina Bigod, Countess of Norfolk) († 1281) war eine englische Adlige.

## Leben
Alina Basset war eine Tochter von Philip Basset, einem jüngeren Sohn von Alan Basset of Wycombe und von dessen ersten Ehefrau Helewisa de Lovaine. Ihr Vater erbte nach dem Tod seiner älteren Brüder 1259 die Besitzungen seines Vaters. Nachdem ihr Vater zu Beginn der Rebellion der Barone noch auf Seiten der Adelsopposition gestanden hatte, schloss er sich um 1260 wieder den Anhängern von König Heinrich III. an, dem er zeitweise als Justiciar diente. Nach dem Tod ihres Vaters 1271 wurde sie seine Erbin.
Alina heiratete vor Anfang 1260 in erster Ehe Hugh le Despenser. Im Gegensatz zu ihrem Vater blieb ihr Ehemann ein Anhänger der Adelsopposition gegen den König der Adelsopposition an und diente dieser als Justiciar, bis er 1261 von seinem Schwiegervater Philip Basset abgelöst wurde. Im Juli 1263 wurde Despenser wieder als Nachfolger seines Schwiegervaters Justiciar, bis er während des Kriegs der Barone im August 1265 in der Schlacht von Evesham fiel. Despenser, der auch Keeper of the Tower gewesen war, hatte ihr vor dem Feldzug in die Welsh Marches den Tower übergeben. Nach dem entscheidenden Sieg der königlichen Partei bei Evesham übergab Alina den Tower und flüchtete zu ihrem Vater, dem als Dank für seine Dienste die Ländereien Despensers übergeben wurden.
Alina hatte mit Despenser mehrere Kinder, darunter:
- Eleanor le Despencer († 1328) ⚭ Sir Hugh de Courtenay
- Joan le Despenser († 1354) ⚭ Thomas de Furnivalle, 1. Baron Furnivalle
- Hugh le Despenser (1261–1326)

In zweiter Ehe heiratete Alina vor Oktober 1271 Roger Bigod, 5. Earl of Norfolk, einen Sohn von Hugh Bigod, den Despenser 1260 als Justiciar abgelöst hatte. Die Ehe blieb kinderlos.